# Trelly
Trelly é uma comuna francesa na região administrativa da Normandia, no departamento Mancha. Estende-se por uma área de 11,66 km². Em 2010 a comuna tinha 668 habitantes (densidade: 57,3 hab./km²).